# Grupul statuar Horea, Cloșca și Crișan din Turda
Grupul statuar Horea, Cloșca și Crișan a fost amplasat în anul 1976 în cartierul Oprișani (Micro III) din Turda. 

## Generalități
Grupul este așezat pe un soclu de granit. 
Busturile eroilor au fost executate în bronz de sculptorul Ion Lucian Murnu.